# SSAFA Forces Help
Die Soldiers, Sailors, Airmen and Families Association Forces Help (häufig nur SSAFA genannt; ausgesprochen SA-FA) ist eine britische Wohlfahrtsorganisation, die ehemalige und aktive Mitglieder der britischen Streitkräfte oder ihre Angehörigen unterstützt. Um sich für die Unterstützung zu qualifizieren, muss der/die Betreffende mindestens einen Tag bezahlte Arbeit in den britischen Streitkräften abgeleistet haben.

## Geschichte
Die „Soldiers' and Sailors' Families Association“ wurde 1885 von James Gildea gegründet. 1919 wurde sie, nach der Gründung der Royal Air Force 1918, unter dem Namen „Soldiers, Sailors, Airmen and Families Association (SSAFA)“ eine offizielle Wohlfahrtsorganisation. Aus dem Zusammenschluss mit der „Forces Help Society“ 1997 entstand die heutige SSAFA Forces Help.

## Ziele
Die Organisation hat es sich zur Aufgabe gemacht, folgende Personengruppen zu unterstützen:
1. Mitglieder und ehemalige Mitglieder aller Ränge und aller Teile der britischen Armee („jeder, der jemals gedient hat“);
2. Ehepartner, ehemalige Ehepartner, Familien, Witwen, Witwer, Kinder und andere Angehörige von Mitgliedern oder ehemaligen Mitgliedern der britischen Armee;
3. Mitglieder und ehemalige Mitglieder der kaufmännischen Marine, die unter Befehl der Admiralität fuhren;
4. Mitglieder oder ehemalige Mitglieder der Pflegedienste der britischen Armee und der Pflegedienste der Organisation;
5. Britische Mitglieder der palästinensischen Polizeikräfte, die während des Zweiten Weltkriegs dienten, und ihre Angehörigen;
6. Bürger Großbritanniens, die im Ausland einen Dienst ableisten und Mitglied der britischen Armee sind, während sie sich im Ausland befinden und höchstens sechs Monate nach Rückkehr nach Großbritannien.

Mit den Spendengeldern versucht die SSAFA Forces Help Folgendes zu leisten:
- Versichern, dass ihre Dienste in Übersee und in Großbritannien weiterbetrieben und weiterentwickelt werden,
- Freiwillige organisieren, die Zeit mit den Familien und den Dienenden verbringen,
- Die Stepping Stones Homes, eine Wohnmöglichkeit für weibliche Dienende und ihre Angehörige, unterstützen,
- Kampagnen zu unterstützen, die nationale Aufmerksamkeit für Hilfsbedürftige erreichen wollen,
- Ausbildung für Freiwillige in Großbritannien gewährleisten.